# George Alexandru
George Alexandru (Bucareste, 21 de novembro de 1957 – Bucareste, 1 de janeiro de 2016) foi um ator de cinema e de teatro romeno. 

## Filmografia
- Ecaterina Teodoroiu (1978)
- Ultima noapte de dragoste (1980)
- Dreptate în lanțuri (1983)
- Masca de argint (1985)
- Noi, cei din linia întâi (1985)
- Figuranții (1987)
- François Villon - Poetul vagabond (1987)
- Drumeț în calea lupilor (1988)
- Rezervă la start (1988)
- Mircea (filme)|Mircea (1989)
- Cenușa păsării din vis (1989)
- Coroana de foc (1990)
- Escu (1990) - filme de TV
- Drumul câinilor (1991)
- Cezara (1991)
- Cum vă place? (1992)
- Înnebunesc și-mi pare rău (1992)
- Balanța (1992)
- Rămânerea (1992)
- Chira Chiralina (1993)
- Vulpe - vânător (1993)
- Polul Sud (1993)
- Oglinda (1994)
- E pericoloso sporgersi (1994)
- Asfalt Tango (1995)
- Huntress: Spirit of the Night (1995)
- Punctul zero (1996)
- Omul zilei (1997)
- Triunghiul Morții (1999)
- Faimosul paparazzo (1999)
- În fiecare zi Dumnezeu ne sărută pe gură (2001)
- Dulcea saună a morții (2003)
- Milionari de weekend (2004)
- Sindromul Timișoara - Manipularea (2004)
- Băieți buni (série de TV, 2005)
- Un espresso (2005)
- Happy End (2006)
- La urgență (série de TV, 2006)
- Cu un pas înainte (série de TV, 2008)
- Supraviețuitorul (2008)
- Nunta mută (2008)
- Casanova, identitate feminină (2008)[2][3]